# 金沔
金 沔（きん べん、김 면（キム・ミョン）、1541年 - 1593年）は、李氏朝鮮中期の朱子学者、義兵長。本貫は高霊金氏、字は志海、号は松庵。文禄・慶長の役の李氏朝鮮三大義兵長に数えられる。

## 生涯
慶尚北道高霊出身。父は慶源府使金世文、母は金海金氏で判官金仲孫の娘。李滉の下で朱子学を学び、多くの弟子を教え、薦挙されて参奉になったが辞退した。宣祖初年に趙穆・成渾・鄭逑などとともに遺逸として再薦挙され、工曹佐郎に任命されるも、また辞退した。文禄・慶長の役では、趙宗道・郭䞭らと居昌・高霊等で義兵を集め、挙兵した。文禄元年（1592年）7月7日-8日、牛脊峴戦闘で小早川隆景の部隊を伏兵で撃退し、初勝利を収め、晋州牧使金時敏と知礼戦闘で敵兵10万人を撃退した。その功で陜川郡守となり、茂渓戦闘でも勝利した。9月には僉知事に任命され、11月には義兵大将の教書を受けた。当時湖南観察使に武器と食糧を要請した、回答がなく、自ら武器を修繕し、兵士を鼓舞して戦闘に臨み、湖南や嶺南の義兵長とともに4度に進兵しようとしたが叶わず、一人で兵を率い、高霊・金山・宣寧などを収めた。王が功績から、勤王（王の護衛）を命じたが、民衆が嫌がり、観察使金誠一が報告したため、本島を守護せよという教書が下った。1593年、慶尚右道兵馬節度使になり、忠清道と全羅道の義兵を集め、錦山・金泉に進駐した。善山で日本軍への攻撃準備時に、自らの死を知らせるなと言い残して、急病死した。多くの将兵が彼の遺命を奉じて新倉まで帰って来た後、彼の死を知り、皆が非常に悲しんだ。観察使金誠一が報告すると、王は悲しみ、兵曹判書兼知義禁府事を追贈し、高霊の道巌祠に祀られ、1607年に宣武原従功に記録され、吏曹判書が加増になった。強直な節義を持ち、文章より聖賢の本旨を心に刻んで実践に力を尽くした。特に二程（程顥と程頤）の文を好み、模範とした。著書に『松庵實記』がある。